# New York Mining Disaster 1941 / I Can’t See Nobody
A Bee Gees együttes első, Európában (London) rögzített dalokból kiadott lemeze. A lemez első dala, a New York Mining Disaster 1941 Új-Zélandon a 3., Hollandiában a 4., Németországban pedig a 10. helyet érte el a slágerlistákon.
A lemezből a világ országaiban 1 millió példányt értékesítettek.

## Közreműködők
Közreműködők:
- Barry Gibb – ének, gitár
- Robin Gibb – ének, orgona
- Maurice Gibb – ének, basszusgitár, gitár
- Vince Melouney – gitár
- Colin Petersen – dob
- stúdiózenekar Phil Dennys és Bill Shepherd vezényletével
- hangmérnök: Mike Claydon

## A lemez dalai
A oldal: New York Mining Disaster 1941  (Barry és Robin Gibb) (1967), mono 2:10, ének: Robin Gibb

B oldal: I Can’t See Nobody (Barry és Robin Gibb) (1966), mono 3:45, ének: Robin Gibb

## Megjegyzés
A számok az IBC Studio-ban lettek rögzítve monó és sztereó változatban.

## Dalszövegek
- New York Mining Disaster 1941 (Have You Seen My Wife, Mr. Jones)
- I Can’t See Nobody